# أحمد مول أتاي
أبو عباس أحمد بن مبارك السوسي البخاري والمشهور بأحمد مولى أتاي (توفي 1235 هـ / 1819م، مكناس) قائد عسكري وسياسي مغربي، تقلد منصب الصدر الأعظم والحجابة ووزارة الحرب في عهد السلطان سليمان بن محمد واستمر في الخدمة مدة ثلاثين سنة. وهو والد موسى بن أحمد وجد باحماد اللذان سيتقلدان نفس منصابه بعد عدة عقود. تميز مول أتاي بحسن سلوكه واستقامته، ولم يترك مالا لورثته.

## مسيرته
ينحدر أحمد بن مبارك من عبيد البخاري وهو سوسي الأصل، برز في عهد السلطان مولاي سليمان كوصيف، وتدرج من السلم العسكري إلى الرتب السياسية كباقي أهله البخاريين. كان إلى جانب والده مبارك من وصفان السلطان محمد الثالث بن عبد الله، وانتقل لخدمة ابنه المولى سليمان، وقد تربى معه أحمد، كان في وقت منها يعرف ب مول الأتاي القيم على تحضير أتاي، حيث كان من الموظفين المقربين في القصر وحول السلطان. وكان الشاي في ذلك العهد منتوج جديد غير معروف إلا لدى خاصة الخاصة.
فضل السلطان الاعتماد على الموظفين المنحدرين من جيش عبيد البخاري، أو الوصفان، وفي طليعة هؤلاء عبد السلام السلاوي وأحمد بن مبارك.اللذين كانا يعـدان من أولاد الدار،. اتسعت مهامه وأصبح لا يبرم أمر في دهاليز القصر إلا بعلمه ولا يفارق السلطان في سفره حتى سمي ب«صاحب الطابع». وكان تام النفوذ مسموع الكلمة مطاعا في سائر المغرب. علا شأنه وشارك في عدة مفاوضات خارجية كالتي حدثت مع فرنسا سنة 1817م حول تزويد المغرب لفرنسا بالقمح، كما كانت له مراسلات مع القناصل الأوروبيين يختمها ب «وصيف المقام العالي بالله أحمد بن مبارك لطف الله به». ويذكر اسمه في وثائق دبلوماسية فرنسية وإنجليزية، مثل البعثة الفرنسية التي أرسلها نابليون الأول واستقبلها السلطان في فاس، ويذكر السفير الفرنسي أن مولاي أتاي تسلم من يده رسالة نابليون.
كان مول أتاي قائد الجيش المغربي عندما استرجع فجيج عام 1221 هـ / 1806م وتمكن من استرجاع كورارة وتوات عام 1223 هـ/1808م. كما قاد حملة ضد قبائل آيت أمالو سنة 1223 هـ وإلى الصحراء سنة 1231 هـ فبلغ في دار المخزن درجة جعلت أكنسوس يقول عنه«إنه هو السلطان في حقيقة الحال»، وكان السلطان يمتدحه في المجالس، مما جعل جماعة من جيش البخاري يحقدون عليه ويدبرون قتله سنة 1819/ هـ1235م بمكناس، وذلك بعد معركة زايان التي انهزم فيها المخزن، وذلك أن جيش العبيد اعتبر أحمد بن مبارك مسؤولا عن تلك الهزيمة.
ويرى أحمد التوفيق أنه بقتل أحمد بن مبارك «بدأ نظام ذلك العهد في الانحلال (...). وقد نعى تقرير للقنصل الفرنسي سوردو هذا الوزير وبين مكانته، وفي هذا التقرير ما يشير إلى أن اعتماده كوزير مسؤول للشؤون البرانية لم يكن يرجع إلى عهد أقدم من أربع سنوات قبل وفاته».
ويذكر محمد المختار السوسي في أصفى الموارد في تهذيب نظم الرحلة الحجازية كيف نقل البخاريون خبر مقتل مول أتاي إلى السلطان:
ورغم السلطة الواسعة التي كان يتمتع بها، تميز أحمد بن مبارك بالتواضع والزهد ولم يراكم الأموال، ولم يكن كتاب «دلائل الخيرات» يفارقه. وبعد اغتياله، لم يترك إرثا لذويه غير 600 مثقال، ويذكر أكنسوس في هذا الإطار: «حدثنا السلطان العادل (مولاي سليمان) رحمه الله تعالى وقد ذكره (جد أبا حماد) يوما وأكثر من الثناء عليه حتى قال: والله لولا أنني كفنته وجهزته ما وجد ما يكفن به، فإننا وجدنا في صندوقه الذي وجدنا مفتاحه معلقا معه ستمائة مثقال، ووجدنا زماما بخطه عليه من الدين ستمائة مثقال، فقضينا ذلك الدين بتلك الدراهم فخرج من الدنيا كيوم وضعته أمه».

ويوري المؤرخ عبد الرحمن بن زيدان في «إتحاف إعلام الناس بجمال أخبار حاضرة مكناس» عن موقع دفن الصدر أحمد مول أتاي :
في 8 أبريل 2010 أقدمت السلطات المحلية بمدينة مكناس، على الحفر في الموقع الذي ذكره المؤرخ زيدان والذي يوازي اليوم يمين المعرض في الجهة المقابلة لولاية الأمن، بعد إقدام مسؤولين على فتح طريق فوق هذا المكان، فاحتج حفدة الوزير الصدر الأعظم وطالبوا بالحفر فاستجابت السلطات لطلبهم للتأكد من مزاعم العائلة، وبالفعل تم العثور على رفاة في المكان المذكور.